# Liti (medicament)
En farmacologia, l'ús de sals de liti, fa referència a l'ús de l'ió Li+ com a medicament. Es fan servir determinades sals químiques de liti com a estabilitzadores d'estats anímics alterats, especialment, el trastorn bipolar. També juguen un paper en el tractament de la depressió i en particular de la mania, tant del tipus agut com la de llarg termini. Com a estabilitzador anímic, el liti és probablement més efectiu prevenint la mania que la depressió i és capaç de reduir el risc de suïcidi. En la depressió per si sola (el trastorn unipolar), el liti es pot fer servir per augmentar l'efecte d'altres antidepressius. El carbonat de liti (Li 2 CO 3 ), és el més generalment prescrit, mentre que el citrat de liti (Li 3 C 6 H 5 O 7 ), el sulfat de liti (Li 2 SO 4 ), àcid aspàrtic i l'àcid oròtic en sals de liti són algunes alternatives.
Un cop és ingerit, el liti es distribueix àmpliament en el sistema nerviós central on interactua amb diversos neurotransmissors i receptors cel·lulars, disminuint l'alliberament de noradrenalina i incrementant la síntesi de serotonina.

## Usos clínics
L'ús del liti ha esdevingut important en el tractament de la mania en el trastorn bipolar. Inicialment, s'empra al liti en conjunt amb altres neurolèptics, ja que pren fins a una setmana perquè aparegui l'efecte del liti. És usat també en la profilaxi de la depressió i la mania del trastorn bipolar. De vegades s'usa en altres trastorns psiquiàtrics com la psicosi cicloide i la depressió unipolar. Els usos no-psiquiàtrics del liti són molt limitats, per exemple, per a l'alleujament de certs mals de cap, especialment, del tipus hipnòtic. Recentment, es van demostrar resultats prometedors en humans amb la malaltia neurodegenerativa esclerosi lateral amiotròfica. Sovint es fa servir per potenciar els beneficis de medicaments estàndard de la depressió unipolar.
El tractament amb liti era una vegada considerat inapropiat en nens, hi ha estudis que investiguen l’ús de tractaments per a trastorns de l’estat d’ànim en nens, incloent-hi el trastorn bipolar. La dosi requerida de 15-20 mg per kg de pes corporal és poc menor al nivell de toxicitat, per la qual cosa cal un monitoratge proper durant el tractament amb liti. Per tal de prescriure la dosi correcta, cal un estudi acurat de la història mèdica del pacient, els antecedents físics i psicològics, etc. Es tendeix a prendre mostres de sang cada tres mesos per assegurar que el nivell de liti sanguini sigui apropiat i evitar la toxicitat. També s'acostuma a avaluar la funció renal i hepàtica cada 3-6 mesos en cas d'anormalitats a aquests òrgans, així com la funció tiroïdal cada any. La deshidratació és un efecte comú de l'ús del liti.
Altes dosis d'haloperidol, flufenazina, o flupentixol poden ser perilloses si són usades amb liti, ja que s'han reportat certs casos d'encefalopatia tòxica.
En una revisió sistemàtica de la literatura existent entre el 1949 i el 2021, hi ha almenys almenys 1100 casos de trastorns del moviment relacionats amb el consum de carbonat de liti. Destacant-se la malaltia de Parkinson, discinèsia, mioclonies, distonia i en menor mesura síndrome tipus Creutzfeldt-Jakob, acatísia, símptomes de la síndrome de cames inquietes, tics, síndromes cerebel·loses i tartamudeig.

## Farmacologia
Les sals de liti tenen una relació molt estreta entre el fet terapèutic i la toxicitat, per la qual cosa han de ser prescrites en centres on es pugui fer un seguiment estricte de les concentracions plasmàtiques del medicament. Les dosis ajustades han d'aconseguir una concentració sanguínia entre 0,6 i 1,2 mmol de liti per litre de sang en mostres preses 12 hores després de l'última dosi. La sobredosi que s'obté amb concentracions més altes d'1,5 mmol/L de liti poden ser fatals ja que poden provocar efectes tòxics com ara atàxia, nistagme, trastorns renals i convulsions. Un professional de la salut capacitat ha de ser consultat en aquests rangs tòxics.
A més a més, la toxicitat del liti es complica amb la depleció del sodi, per aquest motiu cal evitar el seu ús concomitant amb diürètics que inhibeixin la recaptació de sodi, com ara les tiazides, ja que pot ser perillós.
L'absorció del liti és gairebé completa al cap de 6-8 hores i arriba a una concentració màxima entre 30 minuts a 2 hores sense unir-se a proteïnes. El volum de distribució és aproximadament 0,5 L/ kg fins a 0,7-0,9 L /kg amb cert segrest pels ossos del cos. L'excreció de liti ocorre enterament pels ronyons.

## Mecanisme d'acció
Tot i nombroses investigacions, encara no es coneix del tot com actua el liti en el cos humà. Les principals possibilitats que s'han investigat hi ha els efectes sobre electròlits i transport iònic –especialment cations monovalents i divalents–, els efectes sobre neurotransmissors i el seu alliberament i efectes sobre els segons missatgers que és la proposta més prometedora.

### Electròlits i transport iònic
El liti té propietats molt similars al sodi encara que per si sol no pot mantenir el potencial de membrana com ho fa el sodi. Tot i això, sota condicions experimentals és capaç de substituir el sodi i reduir en cert grau els processos associats al potencial d'acció.